# Zweite Dionysiusflut

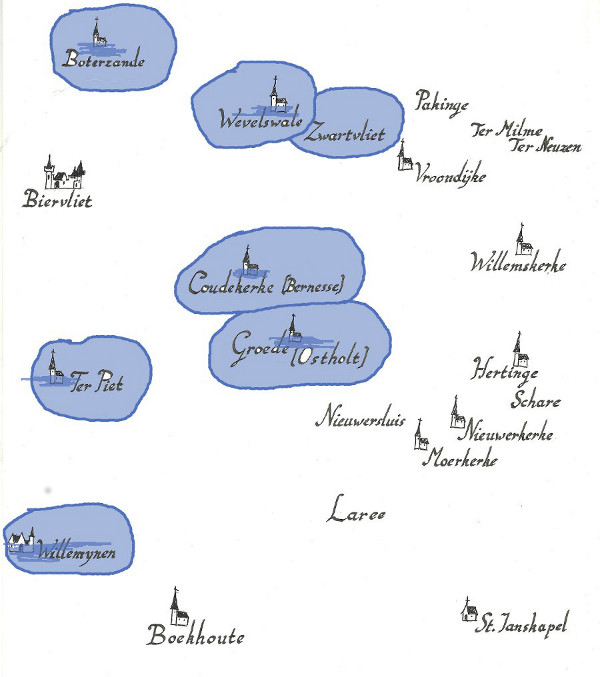
Überblick über die Dörfer, die bei der Sturmflut überschwemmt wurden

Die Zweite Dionysiusflut war eine Sturmflut in der Nordsee, die laut alten Chroniken am 9. Oktober 1377 zu schweren Zerstörungen zwischen Flandern und der Weser geführt haben soll.

## Berichte der Chroniken
Ihre Erwähnung stützte sich auf unterschiedliche Berichte aus Flandern und Ostfriesland, die sich ursprünglich auf die Jahre 1374 und 1375 bezogen. Spätere Chroniken verlegten die Fluten auf 1376 oder 1377, wobei man in Flandern allerdings behauptete, die Flut hätte sich am 16. November (dem Montag nach Martini) vorgetan. In ostfriesischen Chroniken erschien sodann eine zweite Dionysiusflut von 1377, von der man meinte, sie hätte die Schäden von 1377 verschlimmert. Das Festhalten an der Jahreszahl 1377 ist vermutlich ein Verweis auf spätmittelalterliche Sintflutmythen, die betonten, dass Lamech und seine 77 Nachkommen als Strafe Gottes in der Flut ertrunken waren. Die Küstenforscher Petrus Georg Bartels und Dodo Wildvang haben stark an diesen Datum festgehalten, Carl Woebcken hat jedoch frühzeitig seine Zweifel geäußert. Die niederländische Forscherin Elisabeth Gottschalk hat anhand der Quellen festgestellt, dass es „keinen einzigen Beweis“ für eine Dionysiusflut 1377 gibt, obwohl einige Schäden an den flandrischen Deichen im November dieses Jahres nicht auszuschließen sind. Zusätzliche Klimastudien haben ihre Ergebnisse bestätigt.
In Flandern wurden 1374 und 1375 etwa siebzehn Dörfer und ein Kloster zerstört. Es entstand der Meeresbusen Zuudzee oder Braakman, der später – wie sein Gegenstück an der Emsmündung – auch wohl Dollaert genannt wurde. Diese Zahl wurde durch die ostfriesischen Chronisten verdoppelt. In Ostfriesland gab es – laut Chronikauszügen des 16. Jahrhunderts –  1374 und den Folgejahren verheerende Deichbrüche im Bereich der Leybucht, wobei das Dorf Westeel zerstört wurde. In der Folge soll die Flut die Stadt Norden erreicht haben, wo die Wogen bis an die Mauern des Dominikanerklosters drangen. Die Stadt hatte fortan einen Zugang zur Nordsee und bekam einen Hafen. Über die inzwischen verlandeten Buchten von Sielmönken und Campen drang das Wasser zudem tief ins Landesinnere ein. Am Rysumer Nacken wurden im späten 14. Jahrhundert die Kirchspiele Drewert und Walsum sowie das Dorf Ham zerstört.